# Pokémon X och Y
Pokémon X och Y är två konsolspel som utvecklades av Game Freak och släpptes av Nintendo till Nintendo 3DS den 12 oktober 2013 i hela världen. De är de första spelen i den sjätte generationens Pokémon-spel, och de första spelen i huvudserien som helt använder 3D-grafik. I Pokémon X och Y så får man ge sig ut i Kalos regionen som en ny tränare där man letar och fångar Pokémon som är helt nya för generation 6.